# Article 186 de la Constitution belge
L'article 186 de la Constitution de la Belgique fait partie du titre VI De la force publique. 
Il date du 7 février 1831 et était à l'origine — sous l'ancienne numérotation — l'article 124. Il n'a jamais été révisé.

## Texte
« Les militaires ne peuvent être privés de leurs grades, honneurs et pensions que de la manière déterminée par la loi. »

## Commentaire
Il s'agit d'un des articles de la Constitution consacrée aux militaires avec l'article 157 et 182.
La Cour constitutionnelle statua à plusieurs reprises que si les constituants ont établit une différence de traitement entre les militaires et les autres membres du service public, des contraintes spécifiques sur les droits fondamentaux sont possibles par le législateur à condition de respecter les articles 10 et 11 selon les principes « de légalité, de nécessité et de proportionnalité ». 